# Persona 3 The Movie
«Persona 3 The Movie», стилізовано як «P3 PERSONA3 THE MOVIE» (яп. 劇場版「ペルソナ3」, кириліз.: Ґекіджьо Бан Перусона 3; укр. Персона 3. Фільм) — японська серія анімаційних фільмів за мотивами відеогри Persona 3 від Atlus.

## Фільми
- «Persona 3 The Movie: #1 Spring of Birth» (2013)
- «Persona 3 The Movie: #2 Midsummer Knight's Dream» (2014)
- «Persona 3 The Movie: #3 Falling Down» (2015)
- «Persona 3 The Movie: #4 Winter of Rebirth» (2016)

## Акторський склад
Нижче наведений перелік акторів і акторок, що озвучували персонажів у чотирьох фільмах:
- Акіра Ішіда — Макото Юкі, Фароз, Рьоджі Мочідзукі
- Меґумі Тойоґучі — Юкарі Такеба
- Кьосуке Торіюмі — Джюнпеі Іорі
- Ріе Танака — Міцуру Кіріджьо
- Хікару Мідорікава — Акіхіко Санада
- Маміко Ното — Фуука Ямаґіші
- Кадзуя Накаі — Шінджіро Араґакі
- Маая Сакамото — Аіґіс
- Меґумі Оґата — Кен Амада
- Ісаму Танонака — Ігор
- Міюкі Савашіро — Елізабет, Чідорі Йошіно
- Шінія Такахаші — Коромару
- Нобютоші Канна — Такая Сакакі
- Ацумі Танедзакі — Нацукі Моріяма
- Масая Оносака — Джін Шірато
- Хідеюкі Хорі — Шюджі Ікуцукі
- Юка Комацу — Ісако Торіюмі, Нацукі Моріяма
- Хіроакі Міюра — Хідетоші Одаґірі
- Кенджі Ноджіма — Кенджі Томочіка
- Ясунорі Масутані — Такехару Кіріджьо
- Фуміко Орікаса — Маіко Оохаші